# 부하 (조위)
부하(傅嘏, 209년 ~ 255년)는 중국 삼국 시대 조위의 관료로, 자는 난석(蘭石)이며 북지군 이양현(泥陽縣) 사람이다.

## 행적
약관의 나이에 명성을 떨쳤고, 사공 진군의 부름을 받아 사공연으로 출사했다. 산기상시 유소가 고과법(考課法)을 만들었을 때에는 유소의 논의를 반박했다.
정시 초년(240년)에 상서랑을 제수받았고, 황문시랑으로 옮겼다. 당시 조상이 보정하고, 하안이 이부상서가 되자, 조상의 아우 조희에게 하안을 비판했다가 이로 인해 하안의 눈밖에 나 사소한 이유로 면직되었다. 나중에 형양태수로 임명되었으나 사임했다. 태부 사마의가 청하여 종사중랑이 되었다.
가평 원년(249년), 조상이 주살된 후 하남윤을 지냈으며, 상서로 승진했다.
가평 말년에는 관내후를 받았다. 정원 원년(254년), 고귀향공이 즉위하자 무향정후로 작위가 올랐다.
정원 2년(255년), 관구검과 문흠이 반란을 일으키자 왕숙과 함께 사마사를 권하여 친히 진압하러 가도록 했다. 사마사는 이를 따랐고, 부하를 상서복야로 삼아 함께 갔다. 사마사가 죽은 후 사마소와 함께 낙양으로 돌아가, 마침내 사마소가 보정했다. 종회가 이후 자긍하는 기색을 보이자 이를 경계했다. 공적으로 인해 양향후로 작위가 올랐고, 6백 호를 더 받아 봉읍이 모두 1천 2백 호가 되었다. 이 해에 죽어, 태상으로 추증되었고, 시호를 원후(元侯)라 했다.

## 친족 관계

### 관련 인물
부간　부섭　부손

## 같이 보기
- 삼국지 인물 목록